# Ivan Graanoogst
Ivan Frank Graanoogst (Paramaribo, ...) è un politico surinamese.
È stato Presidente del Suriname dal 24 dicembre al 29 dicembre 1990.